# Klaus Lukas
Klaus Lukas (* 1. November 1938 in Klagenfurt) ist ein österreichischer Jurist, Autor und ehemaliger Politiker (FPÖ). Er war von 1996 bis 1999 Abgeordneter zum Europäischen Parlament.

## Leben
Klaus Lukas begann nach der Matura 1956 ein Studium der Rechte und der Staatswissenschaften an der Universität Wien, das Studium schloss er 1960 mit der Promotion zum Dr. iur. ab. Nach dem Studium war er im Bereich Marketing und Werbung tätig, 1961 begann er in der Bundeswirtschaftskammer im Referat für Internationale Zollpolitik und Europäische Integration. Von 1963 bis 1987 war er österreichischer Handelsdelegierter in Beirut, Istanbul, Kairo, Luanda, Montreal sowie Paris, wo er auch dem internationalen Schiedsgerichtshof angehörte. Von 1987 bis 1995 war er Generaldirektor der Österreich Werbung, von 1990 bis 1992 auch Präsident der Europäischen Tourismuskommission (ETC). An der Universität Innsbruck war er als Lektor für Zukunftstrends in Tourismus- und Freizeitverhalten tätig. Von Jänner 1996 bis Juli 1999 war er für die FPÖ Mitglied des 4. Europäischen Parlamentes.

## Auszeichnungen
- libanesischer Orden von der Zeder (The National Order of the Cedar / Ordre National du Cèdre)[1]

## Publikationen (Auswahl)
- 1992: Liebes Riesenrad, mit Cartoons von Michael Svec, Edition Va Bene, Wien 1992, ISBN 978-3-85167-008-0
- 1999: Mißbrauchte Kinder: die Globalisierung der Perversion, Orac-Verlag, Wien/München/Zürich 1999, ISBN 978-3-7015-0411-4
- 2000: Elegie auf Blau: eine politische Konfession, Edition Va Bene, Wien/Klosterneuburg 2000, ISBN 978-3-85167-093-6
- 2001: Die Wohlfühlmenschen: Trend, Edition Va Bene, Wien/Klosterneuburg 2001, ISBN 978-3-85167-110-0
- 2013: Die Indianer vom Wörthersee, Memoiren-Verlag, Glödnitz, ISBN 978-3-902757-72-2
- 2020: Meine Welt und meine Heimat: Autobiographische Erzählungen, Memoiren-Verlag Bauschke, Glödnitz 2020, ISBN 978-3-903303-18-8